# 3号線 (ポーランド)
ポーランド国鉄3号線（ポーランド語;Linia kolejowa nr 3）は、ポーランドの首都ワルシャワ（マゾフシェ県）のワルシャワ中央駅とルブシュ県のスウビツェ駅を結ぶポーランド国鉄の鉄道路線である。全長は475.583 kmであり、全線が複線電化されている。

## 概要
数多くの国際列車が運行され、2号線と共にEUのトランスヨーロピアン交通ネットワークのE20号線を構成する路線である。また汎ヨーロッパ回廊の2号線（ベルリン - モスクワ）でもある。現在では大部分の区間で旅客列車は 160 km/h、貨物列車は 100 km/h での運転が可能になっている。スウビツェ駅から国境を越えてドイツ領内に入るとフランクフルト（オーダー）駅がある。

## 歴史

### マルク＝ポーゼン鉄道とプロイセン王立鉄道
1842年にプロイセンの地主達からポズナン - フランクフルト (オーダー)間に鉄道を建設する要求が浮上したのが始まりである。しかしながら、プロイセン政府が否定的な判断を示したことにより実現しなかった。
フランクフルト（オーダー）は1842年すでに鉄道で連結されて、1846年にその路線はブレスラウまで延長された。1856年にポーゼン - ブレスラウ線が開通されて、列車はフランクフルト（オーダー）方面に間接的に運行された。当時にフランクフルトはドイツ北東部の見本市都会で、ポーゼンとライプツィヒ間の鉄道連結は重要であった。マルク＝ポーゼン鉄道（Märkisch-Posener Eisenbahn-Gesellschaft, MPE）は両都会を結ぶ鉄道に関する建設許可を獲得したが、コトブスとグーベンを通過する必要があった。しかしプロイセン政府はベンチェン（現在ズボンシン）から分岐するフランクフルト方面の路線に高く評価した。
既存のフランクフルト駅はオドラ川に隣接したので、橋梁の直接連結は不可能であった。経路に関する討議および検討の結果、南側の経路が採択されて、1868年に建設工事が始まった。オードラ川鉄道橋は全長444 mと11個の上部構造を持つトラス橋の形態で建設された。その過程でフランクルフト駅は改築されて、現在の駅前広場ではマルク＝ポーゼン工場（Märkisch-Posener Hof）が機関区や操車場の形で設置された。1870年7月26日にポーゼン - フランクフルト区間はグーベン - ベンチェン線とともに開業された。
1874年にレッペン駅（現在ジェピン駅）がブレスラウ - シュテッティン線の交差駅となって、その時からフランクフルト - ポーゼン線は重大な路線となった。1890年代にはこの路線はMPEの幹線と見なされて、グーベン - ベンチェン線はその分岐線となった。MPEは1882年にプロイセン王立鉄道により引き渡された。
1899年にフランクフルト - ポーゼン区間はプロイセン軍第5師団の要求により複線で改修された。オードラ川鉄道橋拡張工事の時に、二番目の線路を設置する所はあったが、上部構造物は補強されねばならなかった。1900年にポーゼン駅施設は改修されて、ポーゼン駅は聖ラーツァルース駅（現在グルチン駅）ではなくブレスラウ - ポーゼン線と直接に連結された。1905年ごろベルリン発急行列車はフランクフルト - ポーゼン区間を経由してワルシャワ、コェニヒスベルクおよびロシア方面に走行した。その中で二編は、ライプツィヒ・ハレ・フランクフルト（マイン）で出発しグーベンを経由する列車とベンチェン駅で分割・併合された。他には豪華列車の北急行も週1往復で運行された。
1915年12月28日にベルリン発列車がベンチェン駅を通過した時に、速度超過の原因で脱線した。この事故で23人が死亡し、47人が負傷を負った。

### ロシア領ポーランドの事情とワルシャワ＝カリシュ鉄道
1848年までワルシャワ - ベルリン間の鉄道はニーダーシュレジエン＝マルク鉄道、上シュレジエン鉄道、クラーカウ＝上シュレジエン鉄道、ワルシャワ＝ウィーン鉄道の開通で間接的に連結された。しかしこの経路は長すぎる迂回路で、数キロメートルほどガリツィア王国を貫通していた。1863年にプロイセン東部鉄道のブロムベルク駅（現在ビドゴシュチュ駅）とワルシャワ＝ウィーン鉄道のウォヴィチュ駅が結ばれて、ワルシャワ - ベルリン間の経路はとても短くなった。
1902年ワルシャワ - ウォヴィッツ間はロシア式5フィート広軌でワルシャワ＝カリシュ鉄道（ポーランド語: Kolej Warszawsko-Kaliska）の一部として開通されて、その区間はスキェルニェヴィツェを経由し迂回する場合の経路より短くなった。

### ポーランド国営鉄道とドイツ国営鉄道
第一次世界大戦の終戦後、国境線はベルサイユ条約の根拠で西の方へ移られた。ポーランド第二共和国との国境線はズボンシン駅とシュテンチュ駅（現在シュチャニェツ駅）の間に確定され、前者はポーランドの国境駅と、後者は1925年までドイツの国境駅となった。1918年からワルシャワ - ウォヴィッツ間が標準軌に改軌された。1921年にクトノ - スチャウコヴォ間が開通されたことで、ワルシャワ - ポズナン区間の鉄道連結が改善された。終戦直後にズボンシン駅にはグーベン - ベンチェン線とベンチェン - ランツベルク線がドイツの方面に分岐していた。二つの路線と接続させるために、新ベンチェン駅（現在ズボンシネク駅）は他の線路で新設されて、ズボンシン - シュテンチュ区間が移設された。新駅は1925年11月に貨物駅として、1930年8月に旅客駅として開業された。税関と駅務員のための居住地は駅の周辺に形成して、1930年にノイベンチェン町の人口は1600人にすでに到達した。ワルシャワ - ポズナン区間が直接に開通された後で、この路線の重要度は増大した。1929年にはパリ - ワルシャワ間の夜行列車が週当たり3往復で通行して、ベルリン - インスターブルク間列車はポズナン - フランクフルト区間を経由した。他に普通列車はフランクフルト - シュテンチュ区間で、一部はズボンシンまで運行された。
1937年にオドラ川鉄道橋は水運交通の増加のため改築されて、中間橋脚が撤去され幅80 mの水路が確保された。1938年10月末にユダヤ人がポーランドへ追放されて、この路線を通じて移動したが、入国は拒絶されその人たちは無人地帯に滞在せねばならなかった。
1939年第二次世界大戦が勃発して、ポーランド西部はナチス・ドイツが統治することとなった。1945年2月初めにオドラ川鉄道橋がドイツ国防軍により部分的に爆破されて、4月には完全に破壊された。一方ワルシャワ - ポズナン間はソビエト連邦軍により1524 mmの広軌で改築されて、1945年3月には広軌がオードラ川の東岸まで拡張された。抗戦中でもソビエト工兵隊は臨時橋梁建設を開始した。数ヶ月後、ベルリン方面の線路一本も広軌で改軌された。

### 第二次世界大戦の終戦後
戦争の結果、オドラ＝ナイセ国境線が確定されてオドラ川以東はポーランド領となった。1947年に鉄道橋が新たに建設されて、1952年に複線の上部構造が備えられた。その橋梁を経てソビエト受けの戦争賠償物資がソビエトへ長い貨物列車で運搬された。1954年5月にオーダー橋駅が開業されて、その時以来鉄道会社の間の業務と機関車の交換が行われている。すでにフランクフルト駅は東ドイツの国境駅と、クノヴィツェ駅はポーランドの国境駅となった。クノヴィツェの駅舎は改築されて、ジェプリ駅には国際列車向けのべつの乗降場が設置された。
1973年より二編のベルリン - ワルシャワ特急列車は国境駅で機関車を置き換えずに導入された。機関車には所属国家鉄道の監督者が同席して、それぞれの国では内国の機関士が車両を運転した。この慣行は1980年以後、ポーランド自主労働組合「連帯」の強化と東ドイツのポーランドに関する孤立政策により廃止された。他の東ドイツとポーランドの間における路線の場合と違って、この路線の列車通行はこの状況でほとんど影響を受けなかったので、列車は東ドイツとポーランドの間だけではなく、ソビエトや西ヨーロッパの方面にも通行した。1979年12月に電車線がポズナン - ズボンシン区間で備えられ、電化区間は1983年6月にシュチェンニェツまで、翌年5月にジェピンまで拡張された。1988年ジェピン - オーダー橋駅間に電車線が設置された。
1990年12月にベルリン - フランクフルト間が東ドイツ鉄道の方式で電化されて、オーダー橋駅はポーランドの直流電圧とドイツの交流電圧の間に切り替え駅となった。1990年代後半よりこの路線は汎ヨーロッパ回廊（Pan-European Corridors）のE10路線と指定されて、欧州連合の支援で改修された。ポズナン・グルチン - ズボンシン区間およびシュチャニェツ - ジェピン区間は160 km/h走行の可能区間となった。

### 21世紀
2002年にユーロシティー列車系統はベルリン＝ワルシャワ特急の名称で導入された。2003年にスウヴィツェ駅はEUプロジェクトの一環で開業された。2008年の初めには運転指令所がオーダー橋駅に設置された。さらにオドラ川鉄道橋の改築工事が単線通行、橋脚移設、新しい構造物挿入の方式で進行された。2008年10月から12月まで鉄道橋は封鎖されて、2009年1月に列車通行が再開された。

## 列車
優等列車としては、ユーロシティ、ユーロナイト、インターシティ、TLK（ポーランド国内列車）などがある。この他、地域輸送を担う普通列車もある。
- ユーロシティ：ワルシャワ - ベルリン（ベルリン-ワルシャワエクスプレス）、グダニスク - ベルリン
- ユーロナイト：モスクワ - ワルシャワ - パリ、ワルシャワ - ケルン
- インターシティ・TLK：ワルシャワ - ズボンシネク